# Didier Gesquière
Didier Gesquière, né à Ixelles (Belgique) le 5 janvier 1961, est un acteur, metteur en scène et scénariste belge.

## Filmographie

### Comme acteur

#### Au cinéma
- 1995 : Polichinella
- 2010 : Hold-up de Céline Charlier : commissaire
- 2012 : Franck et Dean de Céline Charlier : Franck
- 2012 : Working Girl Superhero : Joseph Vandenberg
- 2014 : Knock Knock : Didier
- 2014 : Le Dernier Diamant d'Éric Barbier : le responsable Linvas
- 2014 : Disparue en hiver : Vidal
- 2014 : L'Enquête : l'huissier de justice
- 2014 : Loos-en-Gohelle : Conduite accompagnée : Franck Vermeersch
- 2016 : Le Fantôme de Canterville : Castel-Bernier.
- 2017 : Le Serpent aux mille coupures de Eric Valette : Pr Guibal

#### À la télévision
- 1997 : Mon amour (TV) : infirmier nuit
- 1999 : Joséphine, ange gardien (série TV) : huissier Peteers
- 1999 : La Rivale (TV) : docteur
- 1995-2007: Javas, émission culturelle RTBF
- 2000 : Un enfant, un secret (TV) : Toni
- 2010 : Melting Pot Café (série TV) : le responsable des monuments et sites
- 2014 : Marie Curie, une femme sur le front (TV) : un chirurgien
- 2016 : La Trêve (série TV) : Roger Verkracht

### Comme scénariste
- 2012 : Franck et Dean de Céline Charlier
- 2015 : Rock and Roll Isn't Only Rock and Roll avec Céline Charlier